# (29570) 1998 FY27
A (29570) 1998 FY27 a Naprendszer kisbolygóövében található aszteroida. A LINEAR projekt keretében fedezték fel 1998. március 20-án.